# Stare Chojno
Stare Chojno – wieś w Polsce, położona w województwie lubelskim, w powiecie chełmskim, w gminie Siedliszcze.
W latach 1975–1998 miejscowość administracyjnie należała do województwa chełmskiego. 
Wieś jest sołectwem w gminie Siedliszcze. Według Narodowego Spisu Powszechnego (III 2011 r.) liczyła 164 mieszkańców i była trzynastą co do wielkości miejscowością gminy Siedliszcze.

## Części wsi
| SIMC    | Nazwa     | Rodzaj    |
| ------- | --------- | --------- |
| 0107910 | Maczuły   | część wsi |
| 1026823 | Poruba    | część wsi |
| 1026906 | Tarnowo   | część wsi |
| 0107927 | Warszawka | część wsi |

## Historia
Metryka Chojna sięga zapewne początków XV wieku. Akt erygowania parafii w Pawłowie - dawniej Łyszcz, wymienia wieś  w roku 1421. Jeden z pierwszych dokumentów potwierdzających istnienie wsi pochodzi z 1448 r. Miejscowość nosiła wówczas nazwę Choyno. W roku 1564 występuje nazwa Antiquum Choyno właścicielami  byli wówczas Chojeńscy. W opisie map Perthéesa kartografa królewskiego z roku 1796 nazwy wsi brzmią Nowe i Stare Chojno. Słownik geograficzny Królestwa Polskiego z roku 1880 opisuje Chojno Stare i Nowe jako wsie z przyległymi folwarkami stanowiące wówczas dobra Chojno. Nazwa Stare Chojno obowiązuje od roku 1981.

## Urodzeni w Chojnie
- Wacław Iwaniuk (1912-2001) – polski poeta, tłumacz, krytyk literacki, eseista